# Vyshestebliyevskaya
Vyshestebliyevskaya (del ruso: Вышестеблиевская) es una stanitsa del raión de Temriuk del krai de Krasnodar del sur de Rusia. Está situada en la península de Tamán, en la orilla septentrional del limán Tsokur, 31 km al oeste de Temriuk y 156 km al oeste de Krasnodar, la capital del krai. Tenía 3 779 habitantes en 2010
Es cabeza del municipio Vyshestebliyevskoye, al que pertenece asimismo Vinogradni.

## Historia
La localidad fue fundada en 1794 como una de los primeros cuarenta asentamientos de los cosacos del Mar Negro en el Kubán. Pertenecía al otdel de Tamán del óblast de Kubán. 
En 1966 se construyó un monumento memorial a los caídos en la Gran Guerra Patria.

## Economía y transporte
La actividad económica más destacable es la agricultura, en concreto la viticultura (existen dos bodegas). Es de destacar el cultivo de melocotones.
Cuenta con una estación de ferrocarril en la línea Krymsk-Port Kavkaz. Al norte de la localidad tiene su inicio un ramal de 22 km que acaba en el cabo Zhelezni Rog, al sur de Tamán, donde a comienzos del siglo XXI se construyó una terminal portuaria para el embarque de amoníaco.

## Galería

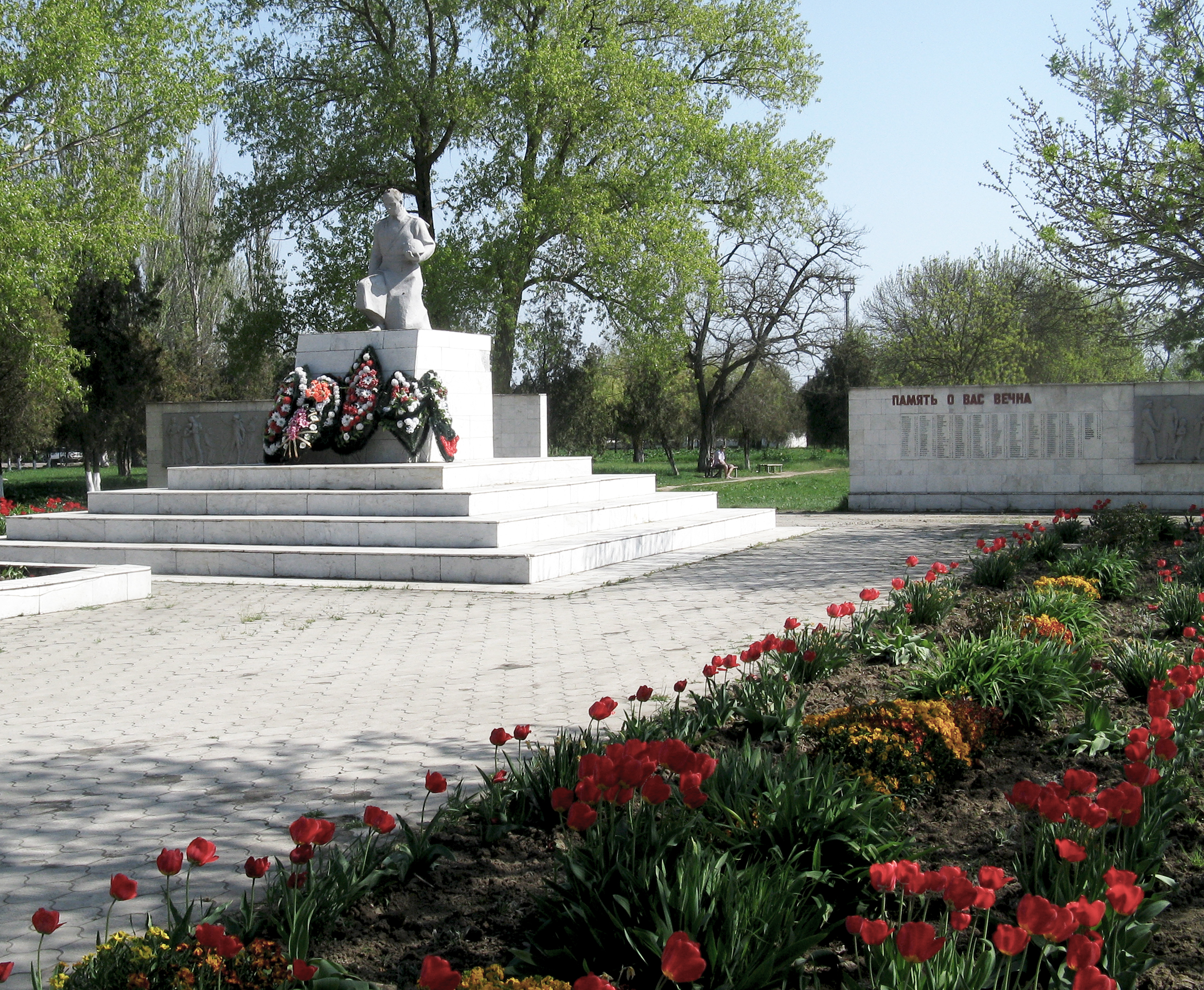
Monumento construido en homenaje a los caídos en la Gran Guerra Patria.
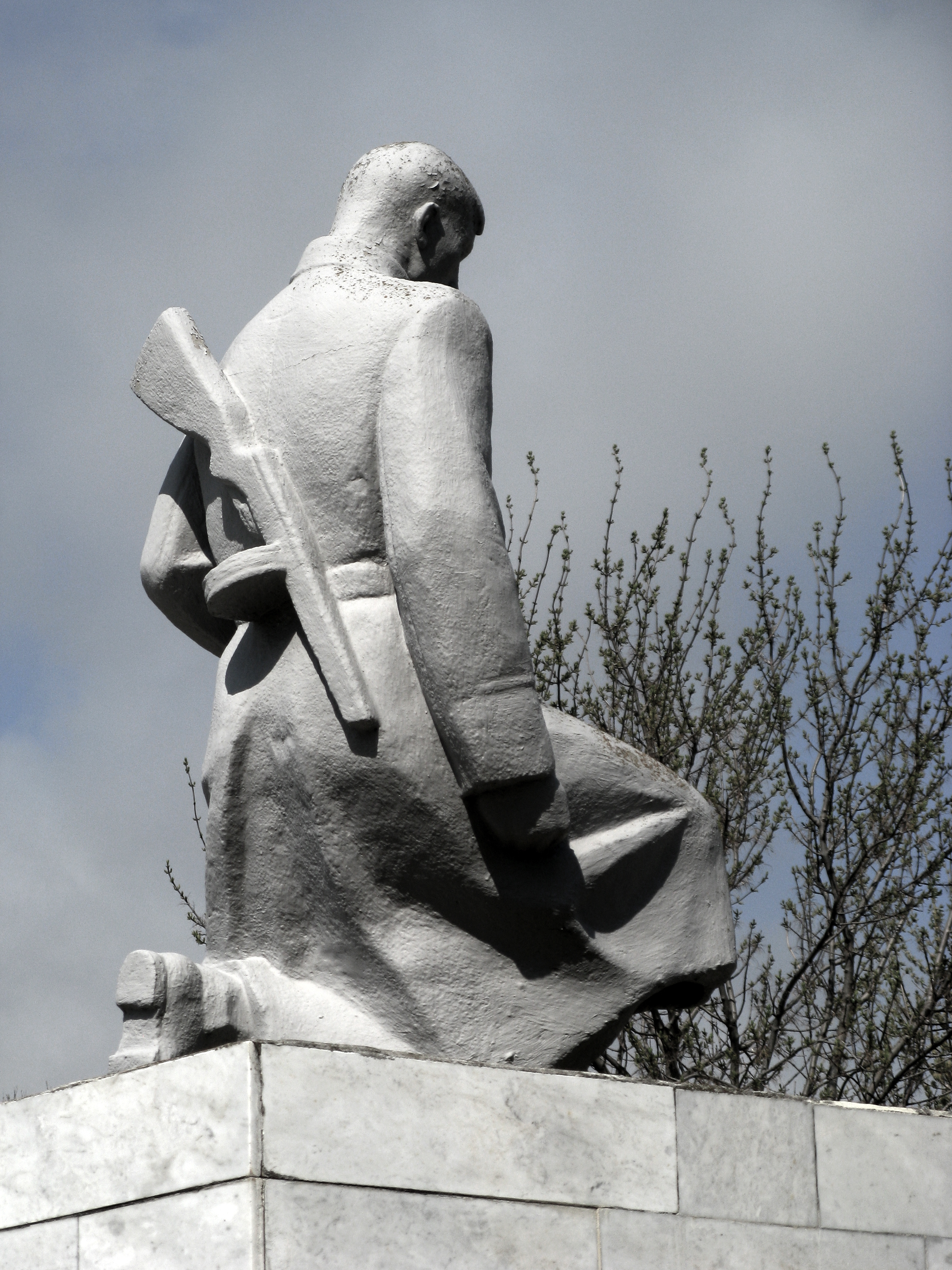
Detalle del monumento.
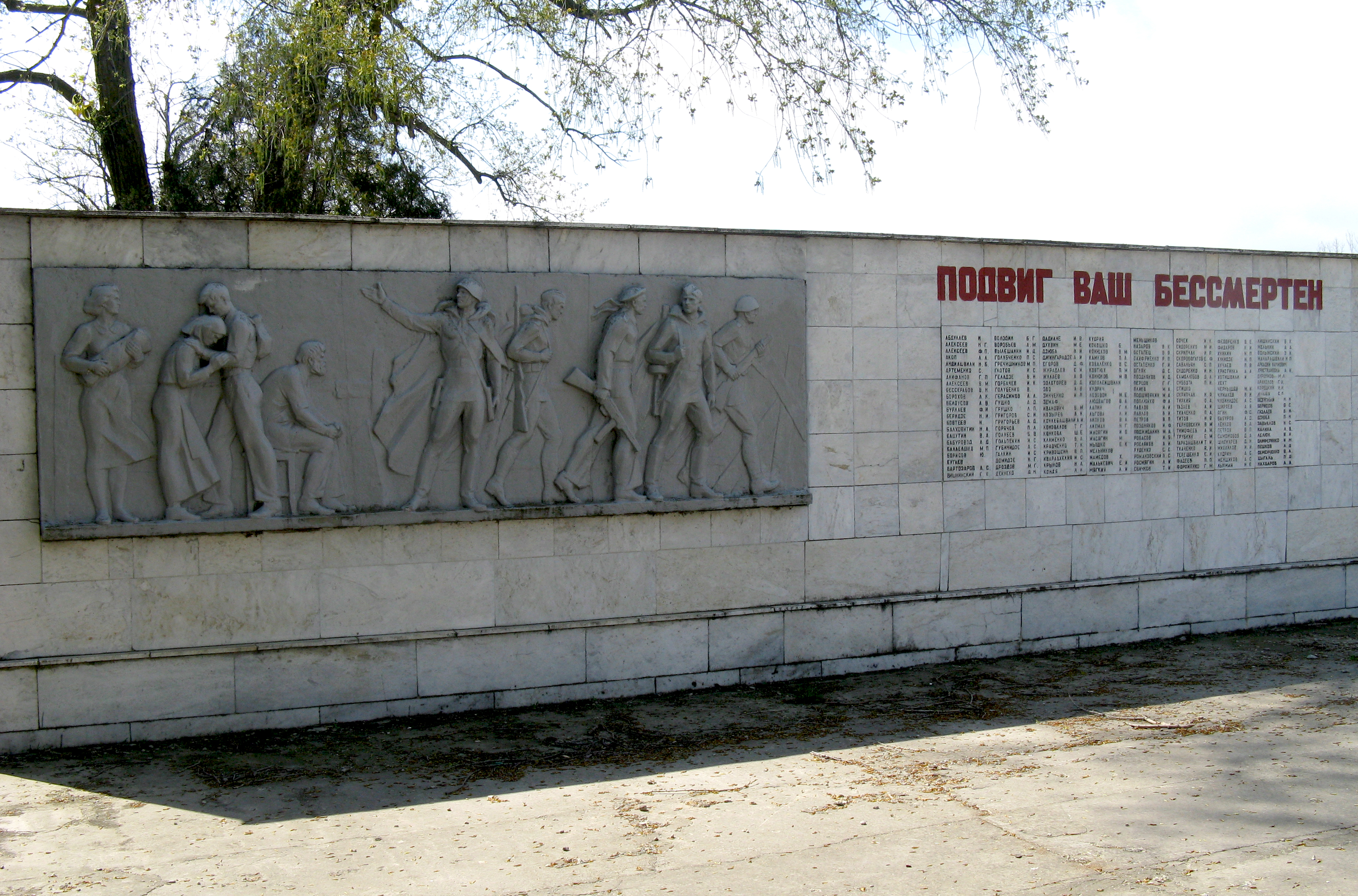
Bajorrelieve a la izquierda a los nombres de los caídos.
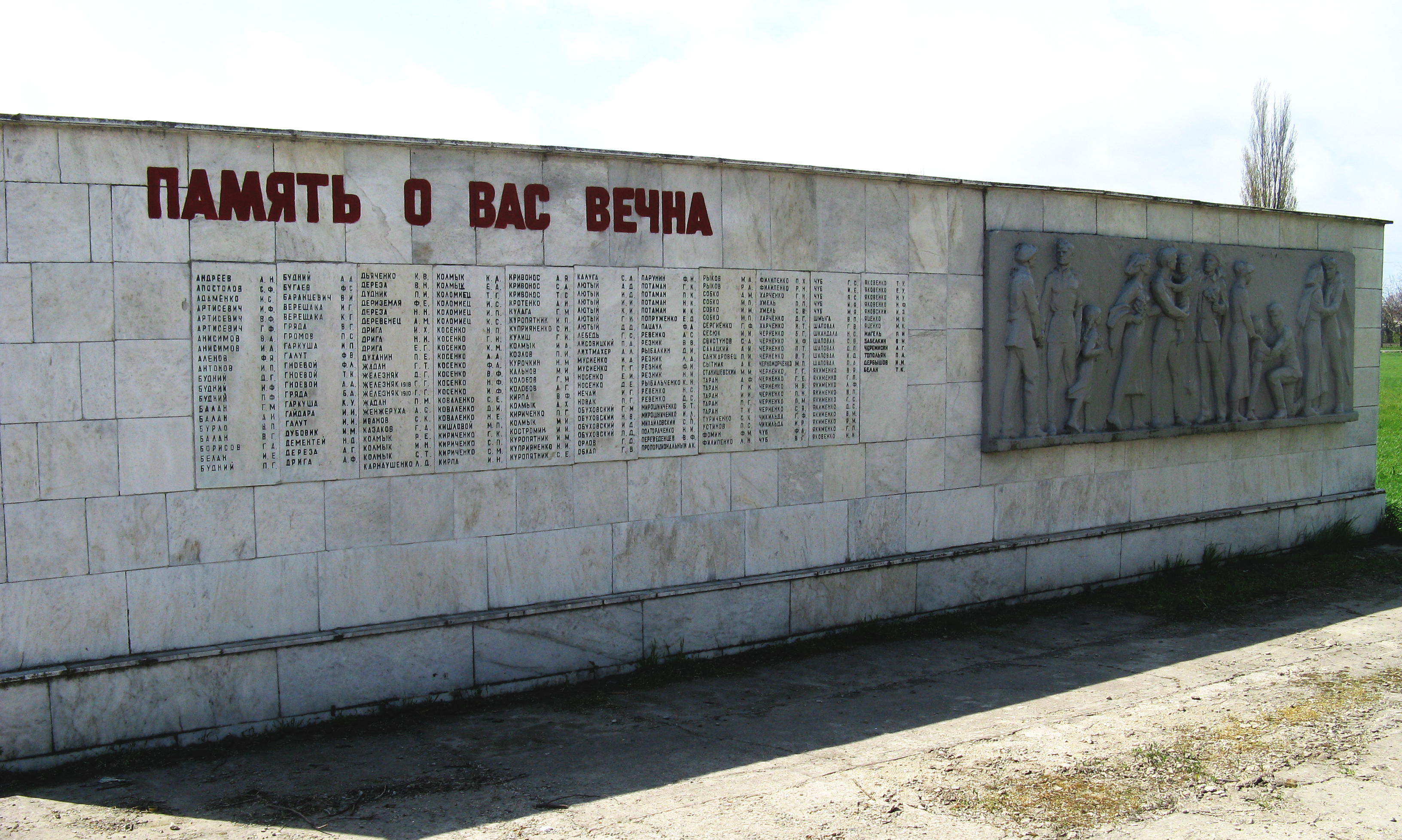
Bajorrelieve a la derecha a los nombres de los caídos.
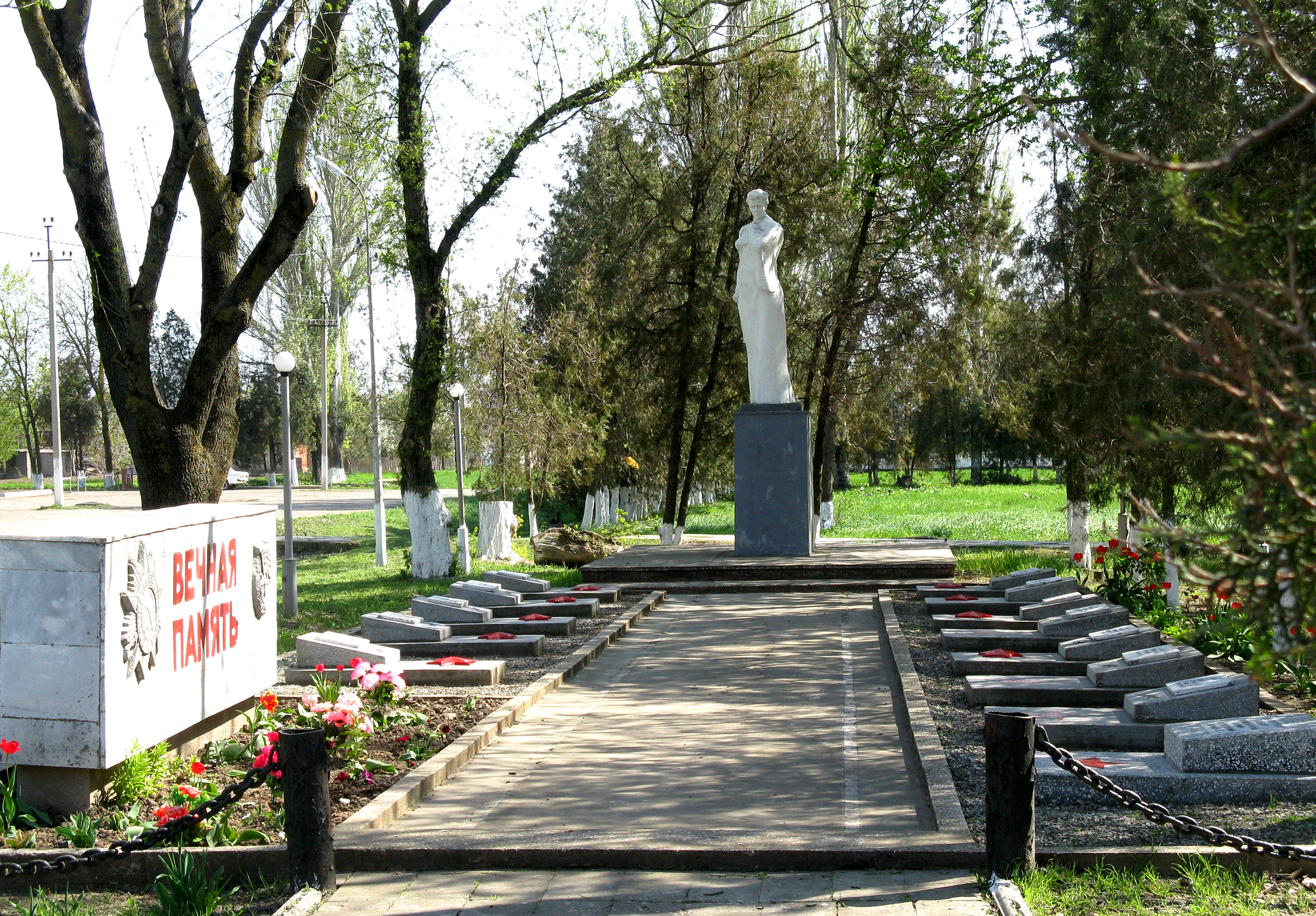
Monumento a la madre patria. Monumento a las komsomoles entregados por el traidor al fascista invasor.
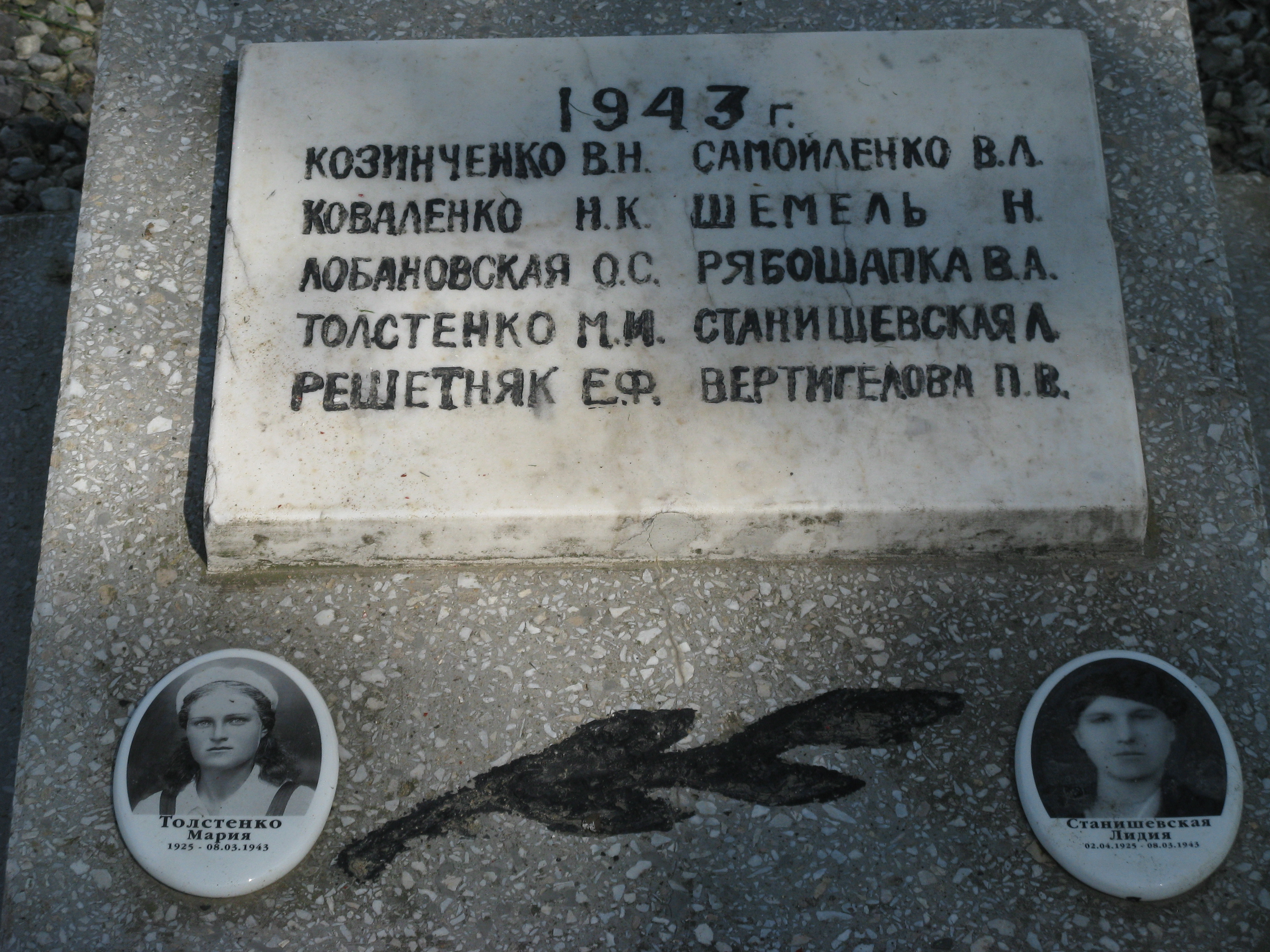
Lápida de una de las tumbas de las komsomoles.